# Фактор автобуса

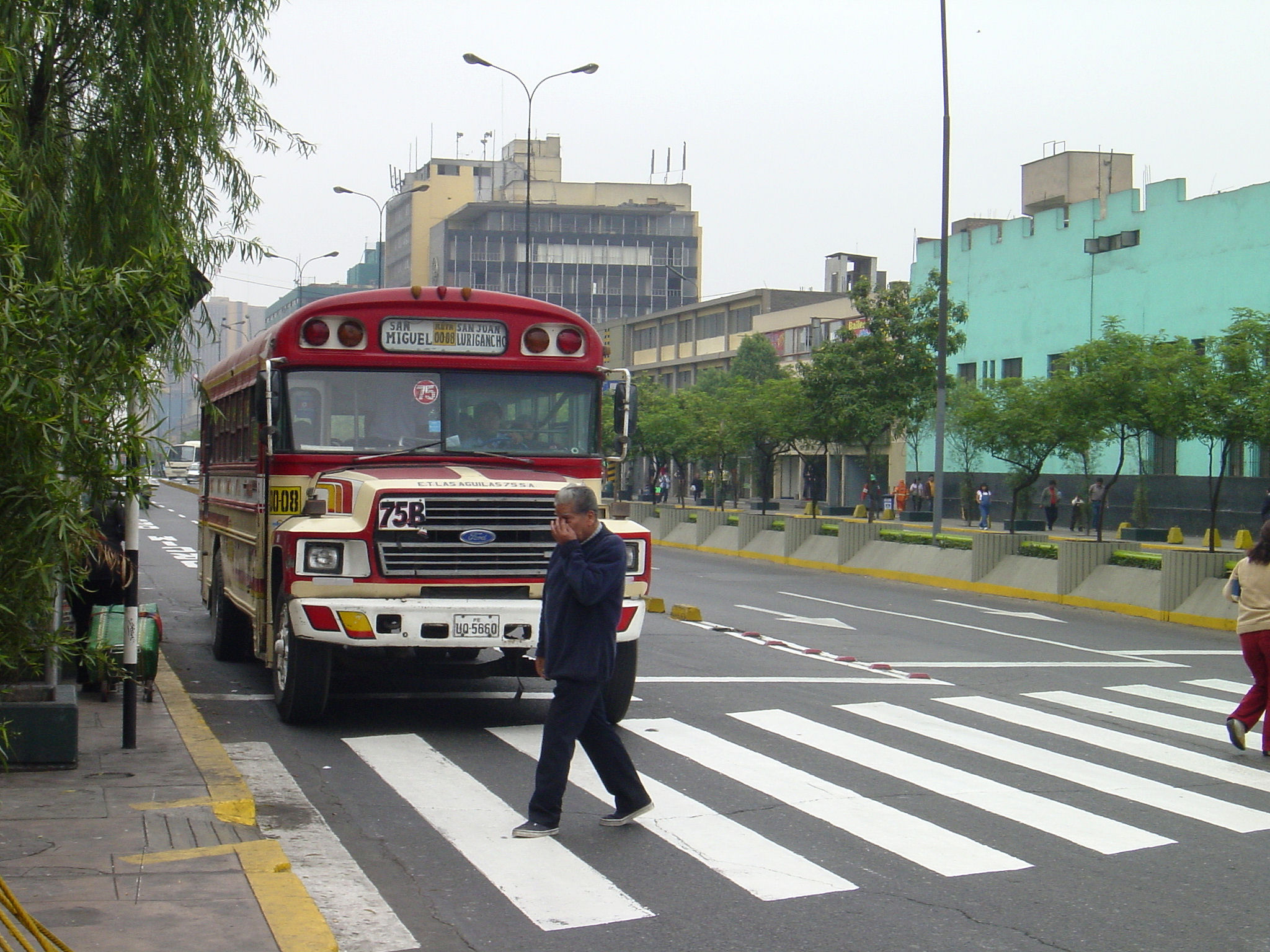
Не провалится ли проект, если один из членов будет сбит автобусом?

Фактор автобуса (англ. bus factor, либо truck factor) проекта — это мера сосредоточения информации среди отдельных членов проекта; фактор показывает количество участников проекта, после потери которых (в оригинале — «попадания» которых под автобус или грузовик, варианты: увольнения, заболевания, рождения у них ребёнка, наступления несчастного случая и других форс-мажорных обстоятельств) проект не сможет быть завершён оставшимися участниками.

## Применение в различных областях

### Разработка программного обеспечения
В области разработки программного обеспечения bus factor (либо truck factor) проекта — это мера сосредоточения информации среди отдельных членов проекта. Bus factor показывает количество разработчиков команды программистов, после потери которых проект не может быть дальше продолжен. Проект будет содержать такую информацию, с которой оставшиеся разработчики не смогут разобраться. Высокий bus factor проекта означает, что проект будет устойчиво развиваться, если его покинет даже большое количество программистов.
Другими словами, низкий bus factor — это наличие специфических знаний, которыми владеют ограниченное число разработчиков команды, запутанный или малопонятный код, использование технологии, знаниями о которой владеют всего несколько человек из команды, отсутствие документации, конфиденциальность и т. д.
Термин был обычным явлением в сфере управления бизнесом[уточнить] в 1998 году, встречался в документации по разработке программного обеспечения Ассоциации вычислительной техники в 1999 году.

### Управление знаниями
В российской практике управления знаниями понятие также могут называть «фактором кирпича».
Фактор кирпича обобщает исходное значение и показывает количество участников бизнес-процесса — носителей незафиксированных знаний, после выбывания которых (от гипотетического падения кирпича на голову) бизнес-процесс не сможет быть продолжен. Используется для выявления критичных знаний и критичных для бизнеса экспертов.

## Способы решения проблемы
Существует несколько способов увеличения значения этой метрики (что позволяет сделать проект более устойчивым):
- Уменьшение сложности.
- Управление знаниями проекта:
  - Фиксация знаний, в том числе документирование всех процессов и поддержка документации в актуальном состоянии.
  - Использование перекрёстного обучения и других методик управления знаниями.